# Pomax umbellata
Pomax umbellata (Gaertn.) Sol. ex A.Rich., 1834 è una pianta della famiglia delle Rubiacee (sottofamiglia Rubioideae), endemica dell'Australia. È l'unica specie del genere Pomax.

## Descrizione
È un piccolo arbusto perenne, alto sino a 40 cm, con fusto pubescente, ramificato.
Le foglie sono lanceolate, lunghe 4–30 mm e larghe 2–13 mm, con apice acuto.
L'infiorescenza è un racemo terminale ad ombrella, che raggruppa piccoli fiori di colore dal rosa al malva, con corolla tubulare lunga 2–3 mm.
Il frutto, obconico, contiene semi lunghi 2–3 mm, di forma simile a quelli del caffè.

## Biologia
A differenza della maggior parte delle Rubiacee, che sono impollinate dagli animali (impollinazione zoocora), questa specie si riproduce per impollinazione anemofila..

## Distribuzione e habitat
Pomax umbellata è endemica dell'Australia.